# Willemoes-klass
Willemoes-klass är en klass danska robotbåtar tillverkade av Orlogsværftet för Søværnet under 1970-talet.
Fartygen byggdes för att försvara Danmark från en sovjetisk invasion i händelse av ett tredje världskrig i Europa. I likhet med de svenska fartygen i Norrköping-klassen är fartygen i Willemoes-klassen snabba och tungt beväpnade men dåligt skyddade fartyg. Skyddet förbättrades något med införandet av rems/fackel-systemet SRBOC 1990 och Stinger-robotar 1993. Fartygen hade också relativt kort räckvidd vilket gjorde dem beroende av tankfartygen i Faxe-klassen. Kalla krigets slut medförde nya uppgifter för Søværnet vilket innebar att fartygen i Willemoes-klassen avrustades år 2000.
P547 Sehested är bevarad vid Statens Forsvarshistoriske Museum i Köpenhamn. Övriga fartyg i klassen har skotats.

## Fartyg i klassen
| Namn      | Bognummer | Vapen | Kölsträckt        | Sjösatt           | Tagen i tjänst   | Avrustad         |
| --------- | --------- | ----- | ----------------- | ----------------- | ---------------- | ---------------- |
| Willemoes | P549      |       | 26 juli 1974      | 19 oktober 1974   | 20 mars 1977     | 1 juli 2000      |
| Bille     | P540      |       | 18 oktober 1974   | 23 december 1974  | 14 juni 1977     | 15 mars 2000     |
| Bredal    | P541      |       | 11 februari 1975  | 18 april 1975     | 14 juni 1977     | 15 mars 2000     |
| Hammer    | P542      |       | 6 juni 1975       | 3 oktober 1975    | 1 februari 1978  | 15 mars 2000     |
| Huitfeldt | P543      |       | 8 oktober 1975    | 16 januari 1976   | 1 februari 1978  | 1 april 2000     |
| Krieger   | P544      |       | 6 februari 1976   | 19 maj 1976       | 1 februari 1978  | 1 april 2000     |
| Norby     | P545      |       | 3 juni 1976       | 24 september 1976 | 15 februari 1978 | 1 april 2000     |
| Rodsteen  | P546      |       | 17 september 1976 | 9 december 1976   | 15 februari 1978 | 1 oktober 2000   |
| Sehested  | P547      |       | 22 december 1976  | 5 maj 1977        | 19 maj 1978      | 31 december 2000 |
| Suenson   | P548      |       | 27 maj 1977       | 26 augusti 1977   | 10 augusti 1978  | 1 april 2000     |